# 青春!!タコ少女
青春!!タコ少女（せいしゅん-しょうじょ）とは、1997年12月7日から2000年3月29日まで東海ラジオで放送されたアニラジ番組である。前後に『林原めぐみのTokyo Boogie Night』『國府田マリ子のGAME MUSEUM』が放送されていた関係もあり一躍人気番組となる。

## 概要
当初は「リイド社」がスポンサーをしていたが、数ヵ月後に撤退、以降はメディアファクトリー、明治乳業、バンプレスト、学研等がスポンサードに入るが、スポンサーがある時期と無い時期を繰り返すという厳しい番組運営ながらも、同時期に放送した同局の番組ではハガキの数は最多であったという。後にラジオ大阪制作による『ヤマイはチカラ!!』として復活、初回は東海ラジオのみバージョン違いの限定版として放送したが、スポンサー降板の為、途中でネットを打ち切った。
山咲トオルのメディア初出となった番組でもあり、番組開始当初は普通な番組様相であったが、回を追うごとに山咲のキャラクターにより過激な発言が増えていった。なお、番組名は山咲の代表作漫画「戦慄!!タコ少女」から。

## パーソナリティ
- 山咲トオル - 前述のとおり山咲にとって初のメディア進出。下ネタ・毒舌なんでも御座れの暴走トークで番組が構成された。
- くまいもとこ - 通称「男女」。山咲に負けず劣らずの下ネタ・毒舌トークを持つ。
- 菊池志穂 - 一度ゲスト出演して以降、何度か出演し準レギュラー的な扱いであった。

## コーナー
- 山咲トオルの昭和アイドル講座 - 自称「アイドル評論家」の山咲が、自分の青春時代のアイドル達を褒めつくす。
- くまいもとこのメタル大好き - メタル音楽大好きなくまいもとこによる、ディープなコーナー。
- 多加子とトオルのタコの部屋 - リスナーの質問に豪快に答える。
- オープニング企画～今夜の一言 - 字通り、リスナーが考えたオープニングのネタを募集。
- 奇人・変人・大魔神 - 奇人・変人の情報を募集。
- タコ診療所 - リスナーからの身の上話と身の下話を、院長のロベルト山咲（身の下話担当）あるいはナースのキャサリンくまい（身の上話）が解決する。尚、菊池志穂がゲスト出演した際にはナンシーキクチの名で参戦していた。
- どんどんパンパンどん般教（ぱんきょう） - 一般常識を山咲とくまいが答えるコーナー。
- 山咲神タコ神社 - 神主山咲と巫女くまいが、厄払いから安産祈願までを一手に引き受けてお祈りする。
- カラオケ☆キング＆クイーン - 略して「金食い」（キンクイ）。リスナーから送られて来たカラオケテープを流し、山咲とくまいが批評する。CD発売後の企画。
- タコ、懺悔の小部屋 - 神父山咲とシスターくまいに、過去の過ちを懺悔する。リスナーのハガキを、音声と人格を変えて読むのが特徴。
- ハートウォーミングストーリー - オルゴールの音とともに、心温まる話を紹介する。
- いくつになって答えます - リスナーの悩みに、精神年齢を設定した答えをする。
- みんなの常識、私の常識（略称：みんじょう、わたじょう） - 自分が常識だと思っていたことが、世間では非常識だったという出来事を募集。
- 遠距離賞 - リスナーのハガキの中から比較的長距離であるものを紹介。

## 語録
- う○こもり - 「てんこ盛り」の代わりに使われる。大抵単独では用いられず、「ハナエモリ」→「森昌子　森進一　は夫婦」と発展する。
- アンタ達 - 山咲はタコリスナーの事をこう呼んだ。自身のCDにも、「このCDにはアンタ達にとっての大切な何かが詰っているわよ♪」とのメッセージが書かれている。
- 安全日 - 「山咲神タコ神社」で、「厄除けから、交通安全、家内安全、安全日」といった使われた方をする。直後に銃声ジングルのツッコミがはいるのが特徴。
- 名古屋はきしめん - 「アーメン」→「タンメン」→「夏にはそうめん」→「名古屋はきしめん」と続く。文脈に関係なく突如として登場するワード。その他「～めん」の言葉に発展する場合も。
- イヨォオオオオーーー！！！ - 山咲の使っていた奇声で最も使用回数の多いものがこれ。この直後、SE作家でもあるmachinegun野郎に撃たれる（この番組では、SEでツッコミを受ける事を指す）というのがお約束の流れであった。
- チャレンジジョイ - 「チャレンジ」を発するときに用いられる。元ネタは、高田純次が出演していた台所用洗剤ジョイのCMのキャッチフレーズより。
- いかがかッ！？ - 番組中、山咲がリスナーに疑問を問い掛ける時に連発していた台詞。山咲が担当したブックオフの店内放送でもこの台詞を使用。

## ゲスト
芸能人から音楽家、声優まで、幅広いゲストの出演も番組の売りの一つであった。
- スクリーミング・マッド・ジョージ
- パパイヤ鈴木
- 中川亜紀子 - 中川亜紀子LUCKY FARMからの出張。山咲も単独で同番組にゲスト出演。
- 池澤春菜
- 野上ゆかな

## エピソード
- リスナーは「タコリスナー」と呼ばれた。
- 同様に、ラジオネームは「タコネーム」と呼ばれた。
- 山咲は昭和アイドル好き、くまいはメタル好きだが、互いの趣味は一切理解できていなかった。
- 1999年12月4日にクラブクアトロで初ライブ「山咲トオル＆くまいもとこwith菊池志穂 Japan Tour '99 バのマミューダ海域」が行われた。
- 前述の通りスポンサーがつかず大変不安定な番組であった為、放送時間が何度も変更された。打ち切りの年最初の放送は、東海ラジオ最終の放送時間であった。「なぁああ～～～んと！宗教の時間よりも後！みんな眠たくって寝てないかしら！？！？あんた達こんな遅い時間まで起きててもらってごめんね～～！！」と山咲とくまいは謝罪した。

## 企画CD
- Open Your Heart（1999年1月27日発売）

1. Open Your Heart
2. もう少しだけ
3. Open Your Heart（カラオケ）
4. もう少しだけ（カラオケ）

- Happy Song（1999年7月28日発売）

1. Happy Song
2. 東京Sweet
3. Believe In Myself
4. 幸せな時
5. Happy Song〈カラオケ〉
6. 東京Sweet〈カラオケ〉
7. Believe In Myself〈カラオケ〉
8. 幸せな時〈カラオケ〉